# Calice d'Ardagh

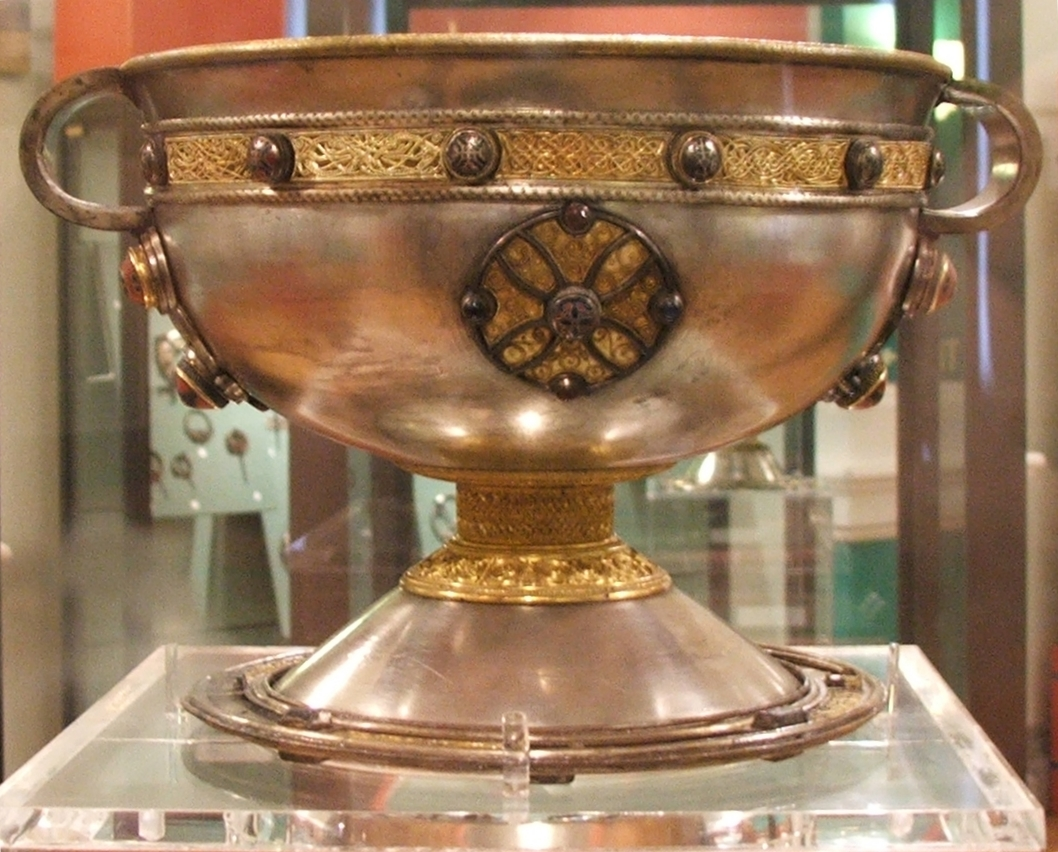
Calice d'Ardagh.

Le calice d'Ardagh est un calice découvert en 1868 en Irlande par deux jeunes garçons, Jim Quin et Paddy Flanagan, qui plantaient des pommes de terre. Trésor de ferronnerie de l'art insulaire des VIIIe et IXe siècles, il est maintenant exposé au Musée national d'Irlande à Dublin dont il constitue l'une des dix pièces majeures. 
Le calice était accompagné d'autres objets, une coupe de bronze à tige beaucoup plus simple et quatre broches celtiques très travaillées en argent plaqué or, dont trois sont des broches à anneaux fermés et une en chardon du début du Moyen Âge de la fin du IXe siècle ou du début du Xe siècle, l'ensemble constituant le « trésor d'Ardagh ». C'est l'un des rares trésors en ferronnerie sous lequel se trouve un calice. Dans la mesure où il était simplement enterré dans le sol, il semblerait que son propriétaire l'ait caché là à la hâte et ne soit jamais revenu le rechercher. 
Cette coupe en argent finement décorée d'or et de cuivre date du VIIIe siècle. Elle se classe avec le Livre de Kells comme l'une des plus belles œuvres connues de l'art insulaire, voire de l'art celte en général. Les broches élaborées, essentiellement les mêmes que celles portées par les laïcs importants, semblent avoir été portées par le clergé monastique pour attacher les vêtements liturgiques de l'époque.

## Histoire
Le calice a été découvert, accompagné du reste du « trésor d'Ardagh », en 1868 par Jim Quinn and Paddy Flanagan, alors qu'ils creusaient dans un champ de pommes de terre, situé au sud-ouest d'un rath (c'est-à-dire d'un ringfort), non loin du village d'Ardagh dans le comté de Limerick. Les autres objets de la trouvaille se trouvaient placés à l'intérieur du calice, simplement recouverts d'un plaque de pierre, ce qui laisse penser que leur propriétaire avait bien l'intention de revenir les chercher un peu plus tard.   
L'époque de création des objets s'échelonne du VIIIe au Xe siècle, c'est pourquoi il a été conclu que le trésor était probablement du Xe siècle, enterré au XVIe siècle lorsque les Vikings parcouraient les îles britanniques. L'âge des broches trouvées avec le calice montre que ces objets n'ont pas été enterrés avant l'invasion viking. 
Le trésor a été vendu à George Butler, évêque catholique de Limerick, par la mère de Quin.  
Flanagan est resté en Irlande et est enterré dans le cimetière des pauvres à Newcastle West. Quin a émigré en Australie, passant ses dernières années à Melbourne. Il a été enterré dans le parc commémoratif Fawkner de la ville après sa mort en 1934.

## Calice d'Ardagh proprement dit

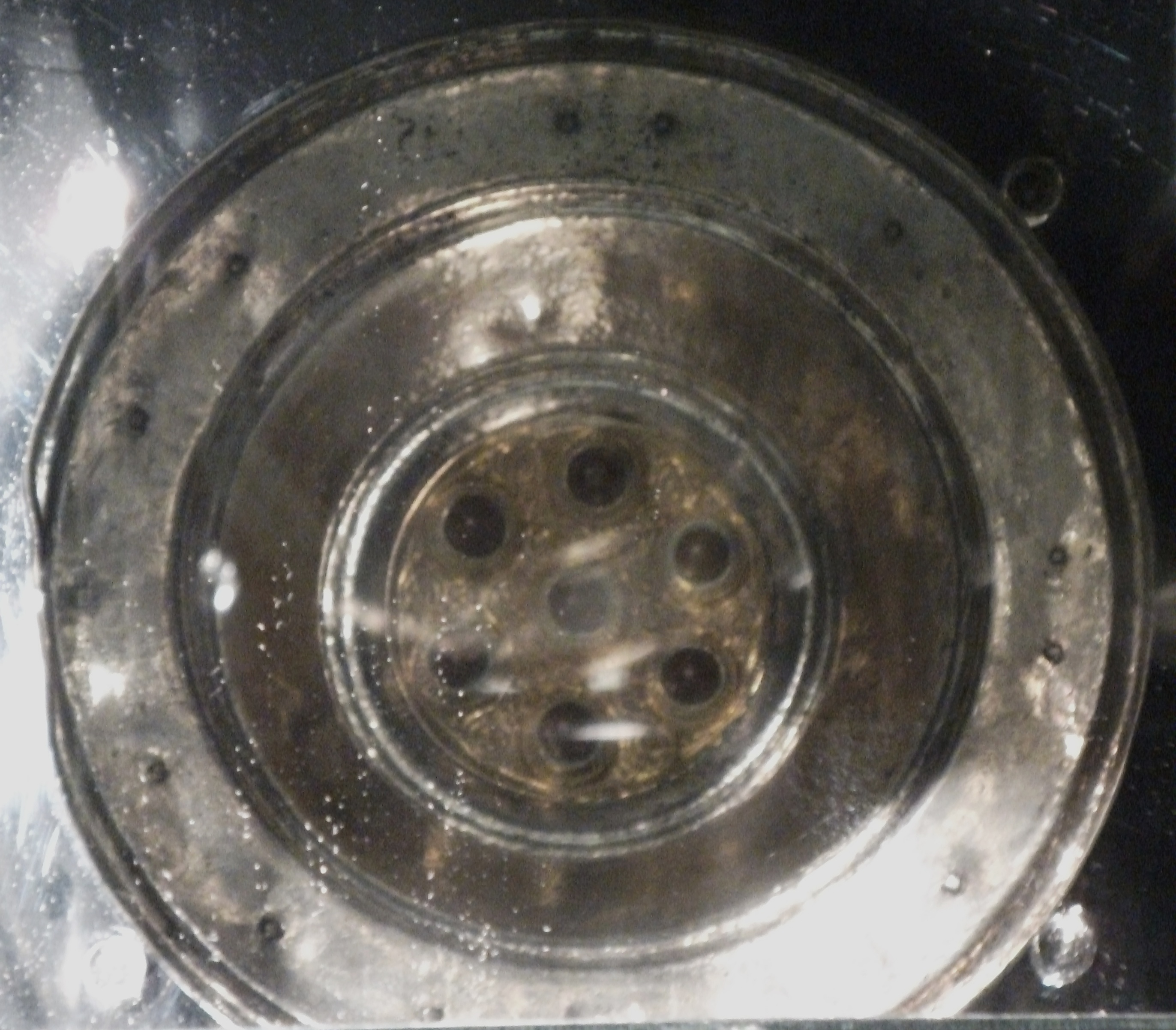
Le calice vu du dessous.

Le calice d'Ardagh est un calix ministériel, c'est-à-dire un calice de communion qui servait à donner la communion sous les deux espèces aux croyants. Il serait daté du VIIIe siècle. La forme le montre comme une variante d'un type de calice connu dans la Méditerranée orientale, qui a été trouvé dans les trésors d'argent byzantins du VIe siècle. Des éléments individuels tels que la décoration sont dans la tradition locale de l'art irlandais. Il a été restauré deux fois depuis sa découverte, la première fois au XIXe siècle par un bijoutier, la deuxième fois en 1961 dans les ateliers du British Museum. Le calice constitue « un  catalogue des compétences utilisées dans le travail des métaux en Irlande à l'époque. » : les techniques utilisées comprennent le martelage, la gravure, la fonte à la cire perdue, l'appliqué inversé en filigrane, le cloisonné et l'émaillage. Le dessous du calice est aussi décoré.
Le calice est une grande coupe en argent à deux poignées, décorée d'or, de bronze doré, de laiton, d'étain et d'émail, assemblée à partir de 354 pièces distinctes ; cette construction complexe est caractéristique de l'orfèvrerie irlandaise du début de l'ère chrétienne.
Le corps du calice est formé de deux parties hémisphériques en feuille d'argent jointes par un rivet caché dans une bande de bronze doré. Le bol et la base du calice sont en argent martelé poli par tournage. Les poignées sont également en argent et ont été coulées à l'aide d'un procédé de fonderie. La tige cylindrique et les anneaux sur les bases du bol et le pied ont été coulés en bronze doré plus tard, le profil qui a été placé sur le bord du bol est également en bronze doré. Le bol, la tige et la base du calice sont maintenus ensemble par un boulon de section carrée dont l'extrémité supérieure est visible dans le fond du bol. Sous le pied, le boulon est recouvert d'une douille dans laquelle sont insérés un cristal de roche conique et un anneau en bronze.
À l'exception d'un cerceau placé près du bord, le bol n'est pas décoré ; le cerceau est constitué de champs en filigrane d'or avec des bosses de verre entre les deux. Des deux côtés du calice, un médaillon est divisé en croix et décoré de filigrane d'or et de cabochons en verre. Le nom des apôtres est incisé dans une frise qui fait le tour du calice, sous une ceinture portant des inserts de fils d'or représentant des animaux, des oiseaux et des entrelacs géométriques. Les noms sont inscrits au génitif à l'exception de deux, ceux de Thaddäus et Simon le Cananéen qui sont au nominatif. Les lettres sont stylistiquement similaires aux lettrines des Évangiles de Lindisfarne.
Les anses sont constituées de deux attaches qui sont décorées d'émail et de filigrane et qui sont fixées par des rivets. Des rayures légèrement pointillées peuvent également être trouvées autour des poignées, des attaches et du bord supérieur de la tige, en dessous des poignées et des attaches, celles-ci s'élargissant à des motifs d'animaux et de têtes humaines. Dans certains des travaux d'émail des attaches, des grilles métalliques angulaires sont incrustées, ce qui est interprété comme une tentative d'imiter le travail cloisonné des bijoux franconiens et saxons de cette période. Les attaches sont pourvues de grandes bosses qui sont entourées de canaux divisés. Un résidu vert de colle mélangée à de la malachite sont visibles dans ceux-ci, utilisés pour attacher de minces morceaux d'ambre.
Les ornements à encoche ainsi que le dessous du pied ont été réalisés à l'aide d'un procédé de moulage. Des motifs animaliers entrelacés et des ornements du style tardif de La Tène sont représentés. Sur le dessus du bord du pied se trouvent des plaques de cuivre plaquées or ajourées et des réseaux de fils en forme de maille.
Des tôles de cuivre pressées se trouvent sur le dessous du pied ; l'anneau sous le pied est pourvu d'un travail en filigrane et de décorations réalisées à partir d'entailles. Des champs d'émail bleu sont pourvus d'incrustations roulées en forme de C en fil de perle sur certains des champs ajourés, des feuilles de mica ont été fixées comme base. La sous-couche de feuilles d'argent à motifs sous l'émail sur certaines des douilles du gobelet témoigne de l'emprunt à la tradition des cours de Franconie et de Saxe.
Le travail en filigrane a souvent été réalisé sur une feuille gaufrée visible dans les interstices. Les ouvrages se composent de fils de perles, de fils torsadés et de boules d'or et contiennent des oiseaux et d'autres animaux comme motifs en plus de simples gribouillis, serpents et nœuds coulants. La variété et le type de fil sont variés de telle sorte que de la profondeur se crée dans les champs parfois minuscules et que les motifs prennent ainsi vie. La qualité du travail en filigrane ne se retrouve autrement que sur le calice et la patène de Derrynaflan, le décor rappelle le dessin du Livre de Kells. Le travail de l'émail est d'un niveau technique élevé, mais le travail du cristal de roche, de l'ambre et du mica suggère déjà une rupture avec les techniques habituelles et les premiers essais d'ornementation avec des pierres semi-précieuses.
Selon l'historien de l'art Lawrence Stone (écrivant avant la découverte du trésor de Derrynaflan) : « Ici, l'artiste irlandais a fait preuve d'une capacité de retenue classique par une décision délibérée d'empêcher l'ornementation de s'étendre si copieusement qu'elle en brouille les proportions... contrastant nettement avec la diffusion ornementale somptueuse de la broche de Tara presque contemporaine et les systèmes encore plus élaborés de la période ultérieure. La majeure partie de la décoration se compose de motifs en spirale ou d'entrelacs délicieusement dessinés, donnés en profondeur par la soudure de deux couches de fil d'or l'une sur l'autre. Des bossages en émail cloisonné bleu et rouge sont sertis par intervalles, dont la fabrication compliquée montre une continuité directe avec le métier de joaillier anglo-saxon du siècle précédent. Mais outre l'extraordinaire perfection d'exécution de cette décoration élaborée, ce qui donne au calice d'Ardagh sa position exceptionnelle dans la ferronnerie irlandaise, c'est la rigueur du rapport entre les lignes simples de gonflement de la coupe et de sa base et la disposition des clous scintillants, des bandes et des cocardes qui ornent sa surface. ».
Le calice est similaire au seul autre grand exemple irlandais ancien à avoir survécu, le calice de Derrynaflan, trouvé dans le comté de Tipperary voisin avec une patène et une passoire liturgique. A cette époque, la dynastie régnante à Tipperary et dans la plupart de Munster étaient les Eóganachta, tandis que leurs alliés et cousins possibles, les Uí Fidgenti, régnaient dans la région de Limerick. Bien que la première suggestion que le calice ait été fabriqué au Monastère de Clonmacnoise et volé là par un Danois de Limerick soit largement répandue, cela est impossible à prouver. Une origine de Munster est tout aussi probable, sinon plus, étant donné la découverte en 1980 du Derrynaflan Hoard similaire. Une origine Clonmacnoise n'est pas mentionnée sur le site Web du musée national d'Irlande.

## Calice en bronze
Le calice en bronze est un calice mineur ou un calix sanctus, c'est-à-dire un calice de célébrant, qui est similaire en forme et en fonction aux plus grands calices en argent. Parce qu'il a été retrouvé avec le « Calice d'Argagh », il est considéré comme un témoin de la production locale de vases liturgiques. Il serait daté du VIIIe siècle. 
Le calice était déjà endommagé au moment de sa découverte et sa conception est un vase simplement martelé, dont la coupe a été polie en tournant et munie d'un évidement sous le bord oscillant. Lorsque le trésor a été trouvé, le bol se tenait sur un arbre tubulaire, mais le découvreur l'a coupé. L'arbre a été remplacé par un morceau de bois au XIXe siècle, qui a été à son tour remplacé par du plexiglas en 1977. 
L'utilisation du bronze pour le calice peut s'expliquer par le fait que dans l'histoire traditionnelle irlandaise, les clous de la croix de l'Arma Christi étaient en bronze ; ce métal était donc considéré comme particulièrement adapté aux récipients liturgiques.

## Broche (IA: 1874.104)
La plus grande des trois broches est complètement fermée, sa partie inférieure est reliée à une plaque semi-circulaire, la tête d'aiguille est conçue comme une plaque d'extrémité trapézoïdale. Elle est en argent plaqué or et est daté de la fin du VIIIe ou du début du IXe siècle.
La tête d'aiguille trapézoïdale a de petites saillies triangulaires en haut et sur les côtés et est décorée sur deux rangées de motifs d'entrelacs celtiques. Au milieu se trouve un cadre triangulaire vide, dans lequel une figure d'oiseau a peut-être été placée ; au-dessous de ce cadre, il y a un cadre rond vide.
La plaque est divisée en plusieurs champs étroits, qui sont remplis de motifs d'entrelacs celtiques en entailles, dont certains sont réalisés en doubles lignes. Au milieu de l'assiette se trouvent trois oiseaux en haut-relief. Dans deux d'entre eux, les plumes des ailes sont identifiées par des motifs d'écailles, dont l'un est endommagé sur le côté de sorte qu'une forme d'oiseau sculptée peut être vue sous le morceau de métal manquant, à l'autre manque la tête. Le troisième oiseau est moins orné que les deux autres et aussi plus petit, mais c'est le seul à avoir une queue modelée. Aux deux extrémités et au bord inférieur du demi-cercle, il y a trois douilles rondes, dont deux sont vides et une contient une bosse hémisphérique en argent avec quatre incrustations de verre angulaires. Le cercle de la bague est divisé en champs et décoré de motifs à double nœud. À l'endroit où se trouvent les deux plus grands oiseaux à l'avant, il y a deux fines plaques de bronze doré avec des motifs animaliers découpés. On sait d'après d'autres fibules irlandaises que de telles plaques étaient fixées pour couvrir les obturations sous-jacentes de la cavité.
La tige de l'aiguille a un champ étroit qui est pourvu d'une décoration tressée moulée.
L'absence de travail en filigrane, l'exécution relativement maladroite de la seule bosse subsistante et les plaques au revers suggèrent que la fibule est postérieure à l'apogée des magnifiques fibules irlandaises du VIIIe siècle. Selon Michael Ryan, cela est également renforcé par la similitude des décorations d'oiseaux avec des décorations sur des broches écossaises ouvertes et la crosse d'Ekerö.

## Broche (IA: 1874.101)
a tige annulaire est complètement fermé, la partie inférieure de l'anneau est reliée à des barres qui sont fixées entre deux plaques en quart de cercle, la tête d'aiguille est conçue comme une plaque d'extrémité rectangulaire. Elle est en argent plaqué or et est datée du IXe siècle.
La tête d'aiguille présente un champ rectangulaire au milieu, dans lequel un champ en forme de losange est intégré. Des animaux accroupis avec un long museau et de petits yeux de verre sont visibles dans les coins, avec une croix de consécration entre les deux.
Les deux plaques en quart de cercle sont reliées par trois traverses à bords lisses relevés. Dans les coins des panneaux, il y a des arrondis et congés forme de feuille, les parties centrales sont surélevées et présentent des dépressions carrées avec un simple travail en filigrane sur une feuille perforée. Entre les filets, il y a des nœuds simples au milieu, des oiseaux avec la tête retournée en haut et des animaux rappelant les hippocampes le long des côtés incurvés. Les orbites des oiseaux sont vides, tandis que les yeux de verre de l'hippocampe ont été conservés. Sur chacune des assiettes se trouve un cadre rond dont l'un est vide et l'autre contient un cabochon d'ambre. Contrairement au reste de la broche, les carrures en relief ne sont pas plaquées or. Le dos présente deux champs en retrait aux points des élévations avant, dont l'un a un support de deux plaques d'argent avec des motifs en croix plaqués or. En revanche, celle-ci est perdue, de sorte qu'un plombage est visible en dessous.
La tige de l'aiguille a deux champs en forme de losange, dont l'un présente des motifs de nœuds faiblement incisés.
L'anneau semi-circulaire simple, la tête d'aiguille carrée, les champs carrés en retrait avec un travail de filigrane incrusté, l'utilisation de l'ambre et le traitement des motifs animaliers sont des caractéristiques qui apparaissent sur de nombreuses fibules du IXe siècle et sont typiques des broches irlandaises de cette époque.

## Broche (IA: 1874.102)
Cette broche est similaire à la broche la plus grande (IA: 1874.101). Elle est complètement fermée et comporte deux plaques en forme de quart de cercle reliées par trois listels. Sa tête d'aiguille est rectangulaire. Elle est en argent plaqué or. Elle possède également trois douilles rondes et trois champs carrés en retrait qui se trouvent au même endroit que la plus grande pointe. Elle est datée du IXe siècle.
Contrairement à la broche en anneau (IA: 1874.101), la broche n'est pas pourvue d'un travail en filigrane. La tête d'aiguille est conçue comme un carré, avec dans le champ central surélevé, un champ en retrait. Dans les coins et sur les bords, des bosses ovales et rondes avec un décor simple à encoches sont reliées par des structures en forme d'ailes ajourées. Dans le cadre rond sous l'élévation, les restes d'une pâte faite d'un matériau de base blanc mélangé à des particules noires sont conservés. On pense qu'elle était à l'origine utilisée pour coller de fines plaques d'ambre.
Les deux plaques en forme de quart de cercle sont décorées sur les côtés arrondis et à l'intérieur d'animaux allongés, qui sont exécutés en ajouré. Les animaux couchés sur le bord extérieur ont une bouche ouverte dans laquelle des langues et des crocs sont visibles et ils portent des peignes ou des lambeaux de peau sur la tête qui s'étendent en boucles vers l'avant. Les articulations des animaux sont représentées par des spirales en relief à bossage. Les animaux à l'intérieur ont la bouche fermée, mais aussi la tête effilée. Leurs articulations sont représentées comme des bosses sur lesquelles d'autres petites bosses apparaissent. Ces bosses « de type mûre » sont un élément essentiel des fibules du IXe siècleI représentent peut-être un précurseur stylistique des broches en chardon. Au dos des plaques d'extrémité, deux plaques d'argent sont divisées en motifs de cordes avec des bandes plaquées or appliquées en forme de croix.
La tige de l'aiguille présente deux champs ovales décorés d'une encoche découpée au recto et d'un simple champ en retrait au verso.

## Broche chardon
La broche chardon est en argent plaqué or et est datée de la fin du IXe ou du début du Xe siècle. Les broches de ce type proviennent principalement de trouvailles du Xe siècle : c'est le plus jeune objet connu du siècle, souvent utilisé pour tenter de dater les trésors.
Elle se compose d'un simple anneau ouvert en argent de section ronde, qui se termine par des boutons plaqués or décorés d'un décor de mûres, tout comme la tête d'aiguille autour de l'anneau, qui correspond en forme et en taille aux boutons. L'aiguille, encore ronde en haut, s'aplatit vers le bas en une section triangulaire. La tige et la tête d'aiguille sont reliées l'une à l'autre par un tenon.

## Postérité
Le calice figurait sur un timbre d'usage courant d'une valeur de 1 £ émis par l'An Post entre 1990 et 1995 dans le cadre de la série Irish Heritage and Treasures conçue par Michael Craig-Martin. Deux trophées de l'Association athlétique gaélique sont copiées sur le Calice : la Coupe O'Duffy et la Sam Maguire Cup.